# Кошница (община Девол)
Кошница (на албански: Koshnicë или Koshnica) е село в Албания, част от община Девол, област Корча.

## География
Селото е разположено източно от град Корча, на няколко километра северно от Божи град (Мирас), на река Гураве, ляв приток на река Девол в източните склонове на Морава.

## История
На Етнографската карта на Битолския вилает на Картографския институт в София от 1901 година Кошинца е чисто българско село в Корчанската каза на Корчанския санджак с 40 къщи.
В Екзархийската статистика за 1908/1909 година Атанас Шопов поставя Кошинца в списъка на „българо-патриаршеските села“ в Корчанска каза.
До 2015 година селото е част от община Божи град (Мирас).

## Личности
Родени в Кошница
- Неджип Салих, арестуван преди април 1904 година, обвинен, че е „задигнал добитък от населението на село Смърдеш по време на събитията в споменатото село“, лежал в Корчанския затвор, амнистиран с общата амнистия от 12 април 1904 година[3]